# Colostygia decompositata
Colostygia decompositata là một loài bướm đêm trong họ Geometridae.